# Plagithmysus atricolor
Plagithmysus atricolor är en skalbaggsart som först beskrevs av Perkins 1933.  Plagithmysus atricolor ingår i släktet Plagithmysus och familjen långhorningar. Inga underarter finns listade i Catalogue of Life.